# Van Kooten en De Bie

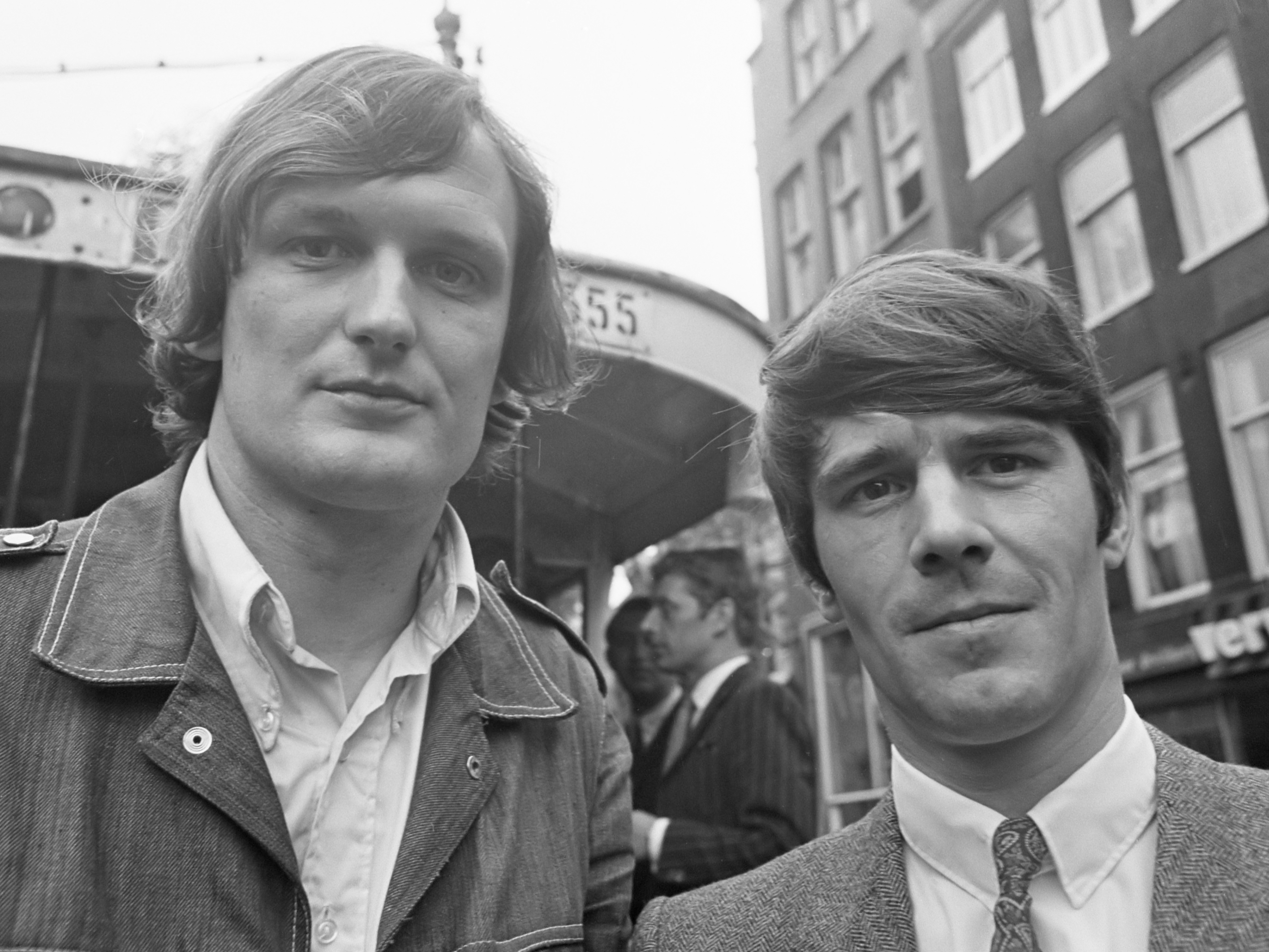
Wim de Bie (links im Bild) und Kees van Kooten (rechts im Bild) im Jahr 1968.

Van Kooten en De Bie (Deutsch: Van Kooten und De Bie) waren ein niederländisches Kabarettduo, bestehend aus Kees van Kooten (1941) und Wim de Bie (1939 – 2023). Das Duo ist vor allem für seine satirischen Fernsehsendungen bekannt, die von 1974 bis 1998 im niederländischen Fernsehen ausgestrahlt wurden. Wortprägungen der beiden haben Eingang in die niederländische Umgangssprache und auch Wörterbücher gefunden.
Das Duo begann 1963 im Radio und 1969 im Fernsehen. Von 1974 bis 1998 drehte es mehrere Fernsehprogramme für den Sender VPRO. Im Laufe der Jahre entwickelte das Duo etwa vierhundert verschiedene Charaktere. In den Jahren ihrer aktiven Tätigkeit entstanden auch LPs, Bücher und Filme.

## Karriere
Kees van Kooten und Wim de Bie lernten sich am Dalton Lyceum in ihrer Heimatstadt Den Haag kennen. Während ihrer Schulzeit gründete sie die Kabarettgruppe Cebrah. Die Gruppe wurde später aufgelöst, als Van Kooten mit einer Lehrerausbildung begann und De Bie zum Wehrdienst ging.

### UitlaatundHadimassa(1963 – 1972)

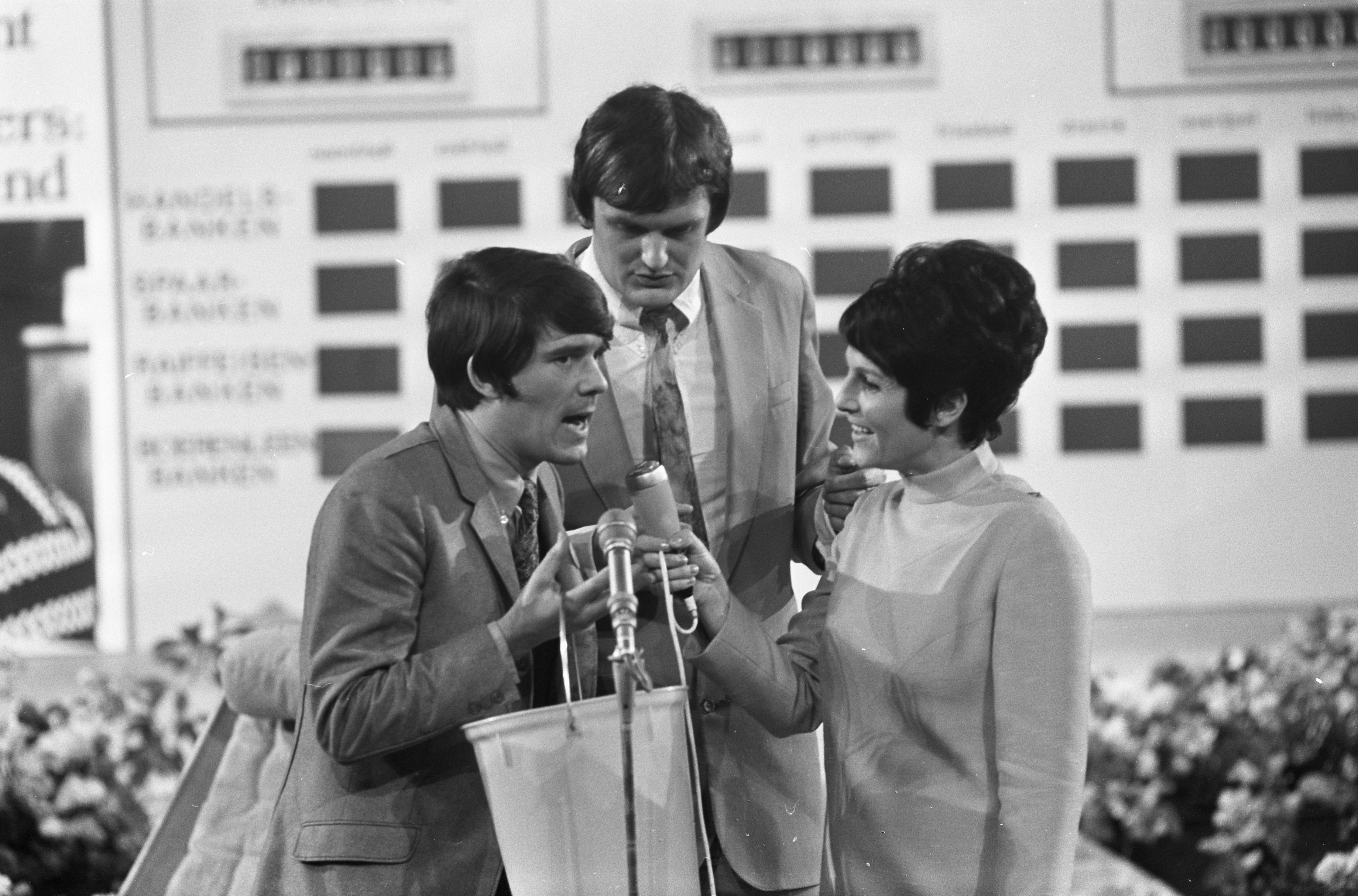
Mit Mies Bouwman im Amsterdamer Theater Carré, 1969

Das Duo kam 1963 wieder zusammen, um für die Radiosendung Alleen op zondag des Senders VARA zu arbeiten. Für diese Sendung hatte das Duo das Hörspiel Twee in een jeep geschrieben, in dem es um zwei Polizisten geht, die in einem Jeep eine namenlose Stadt patrouillieren.
1964 begann das Duo für die Radiosendung Uitlaat, das Jugendprogramm des Senders VARA, zu arbeiten. In diesem Programm traten sie wöchentlich als Klisjeemannetjes auf, die ihre ersten Charaktere waren. Von 1969 bis 1972 arbeiteten Van Kooten en De Bie an der satirischen Fernsehsendung Hadimassa zusammen. In dieser Sendung wurden aktuelle Ereignisse anhand von Sketchen und Liedern besprochen. Einer der bekanntesten Beiträge von Van Kooten en De Bie war das Lied 1948 (Toen was geluk heel gewoon), in dem sie nostalgisch auf ihre Jugend zurückblickten.

### Programme im VPRO-Fernsehen (1972 – 1987)

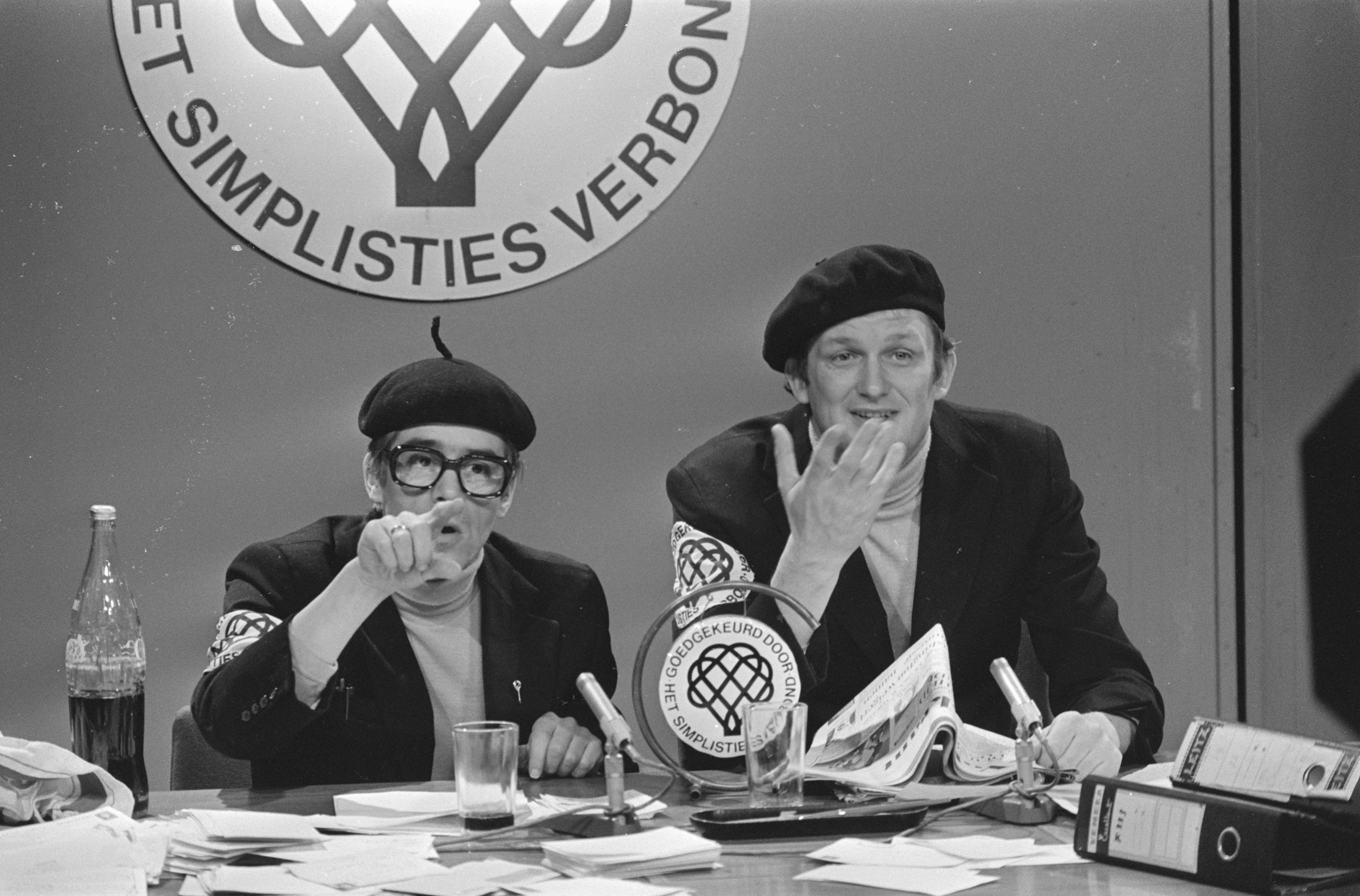
Van Kooten en De Bie im Programm Het Simplisties Verbond (1976).

1972 wechselte Van Kooten en De Bie vom Sender VARA zum Sender VPRO. Für den Sender VPRO waren sie einer der Macher der Fernsehsendung Het Gat van Nederland, bei der sie für den satirischen Teil der Sendung verantwortlich waren. 1974 verließ das Duo den Sender und produzierte seine Sendungen selbst.

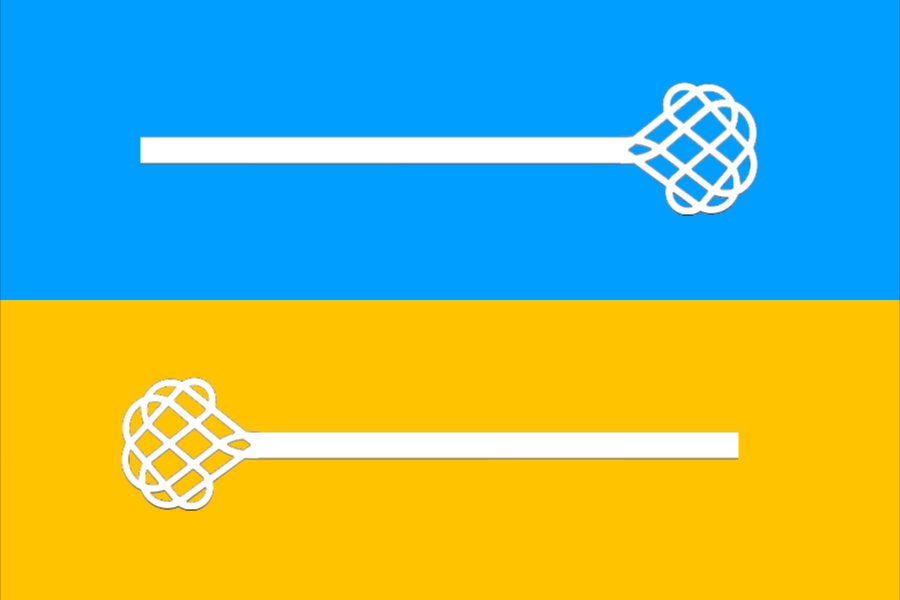
Flagge Het Simplisties Verbond.

Seine erste eigene Sendung hieß: Het Simplisties Verbond (Deutsch: das Simplistische Bündnis). Het Simplisties Verbond war eine fiktive Organisation, die sich für Einfachheit in der niederländischen Gesellschaft einsetzte, die nach dem Wiederaufbau „zu kompliziert“ geworden war. Het Simplisties Verbond musste die niederländische Gesellschaft „einfach“ machen. Das Logo von Het Simplisties Verbond war ein Teppichklopfer, um die komplizierte Gesellschaft „einfach auszuschlagen“. Später verwendete das Duo das fiktive Simplisties Verbond als Qualitätszeichen für alle ihre Fernsehsendungen, Bücher und LPs. Das Gütezeichen enthielt den Text „vom Simplisties Verbond genehmigt“.
Von 1979 bis 1987 produzierten Van Kooten en De Bie verschiedene Fernsehsendungen für den Sender VPRO. Ihre Programme, die sich immer auf ein einzelnes Thema konzentrierten, bestanden aus Sketchen, in denen sie viele Charaktere spielten. Für ihre Sendungen gewannen sie zweimal die Zilveren Nipkowschijf, einen der wichtigsten Fernsehpreise der Niederlande.

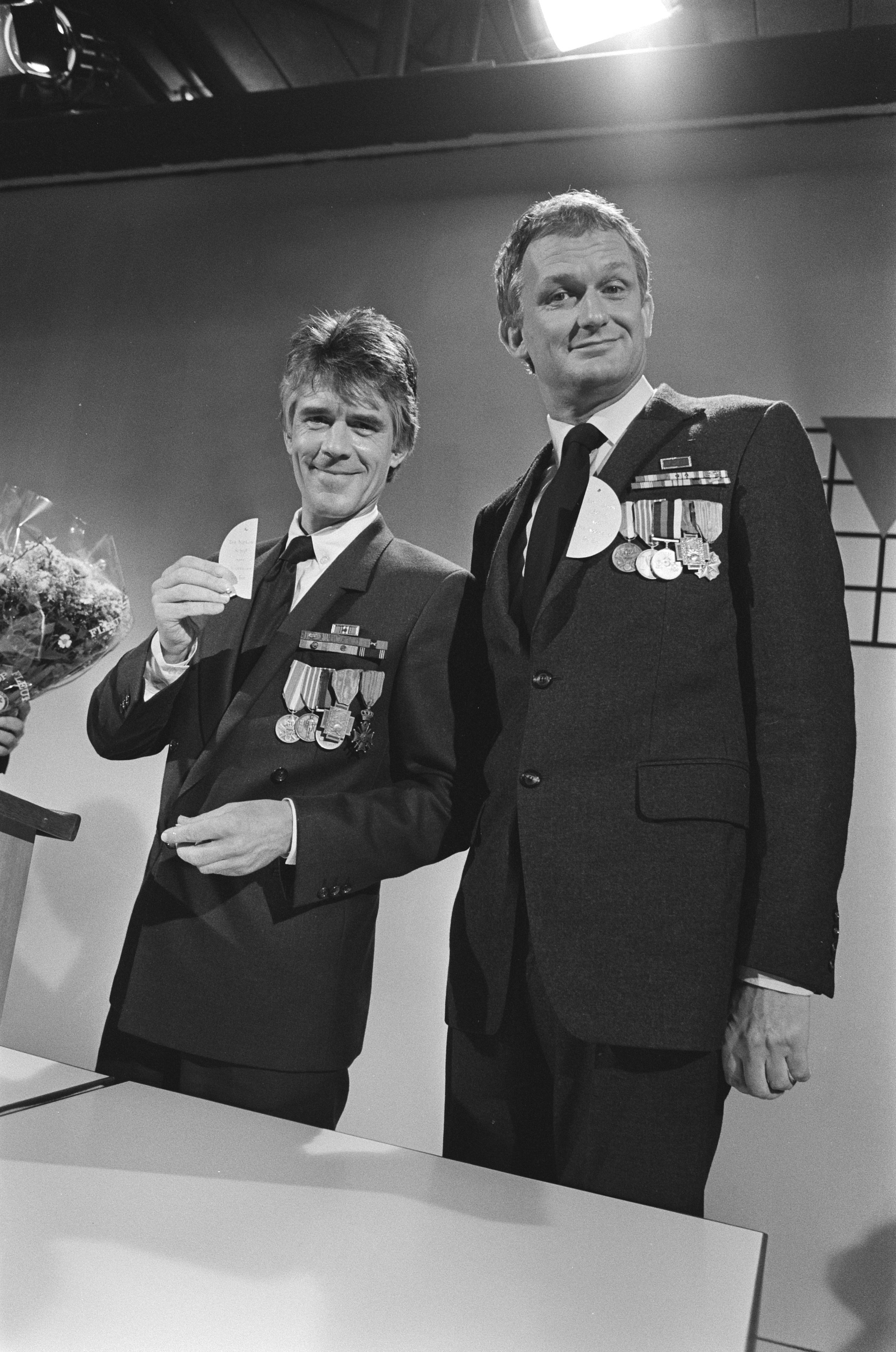
Van Kooten en De Bie gewinnen die ere-Zilveren Nipkowschijf (1985).

### Keek op de Week(1988 – 1993)
1988 starteten Van Kooten en De Bie ihre satirische Fernsehsendung Keek op de Week (Deutsch: Blick auf die Woche). Die Fernsehsendung befasste sich mit satirischen Kommentaren und Sketchen unterschiedlicher Art mit den aktuellen Ereignissen der vergangenen Woche. Ungewöhnlich für die damalige Zeit war, dass das Programm einen Chroma-Key verwendete, der den Eindruck erweckte, als würden sie über den Bildschirm mit ihren eigenen Charakteren sprechen. Damals als einzige Sendung wurde sie nach den Nachrichten des NOS Journaal ohne Werbeunterbrechungen ausgestrahlt. Keek op de Week wurde 1993 nach Staffeln eingestellt.

### Ende

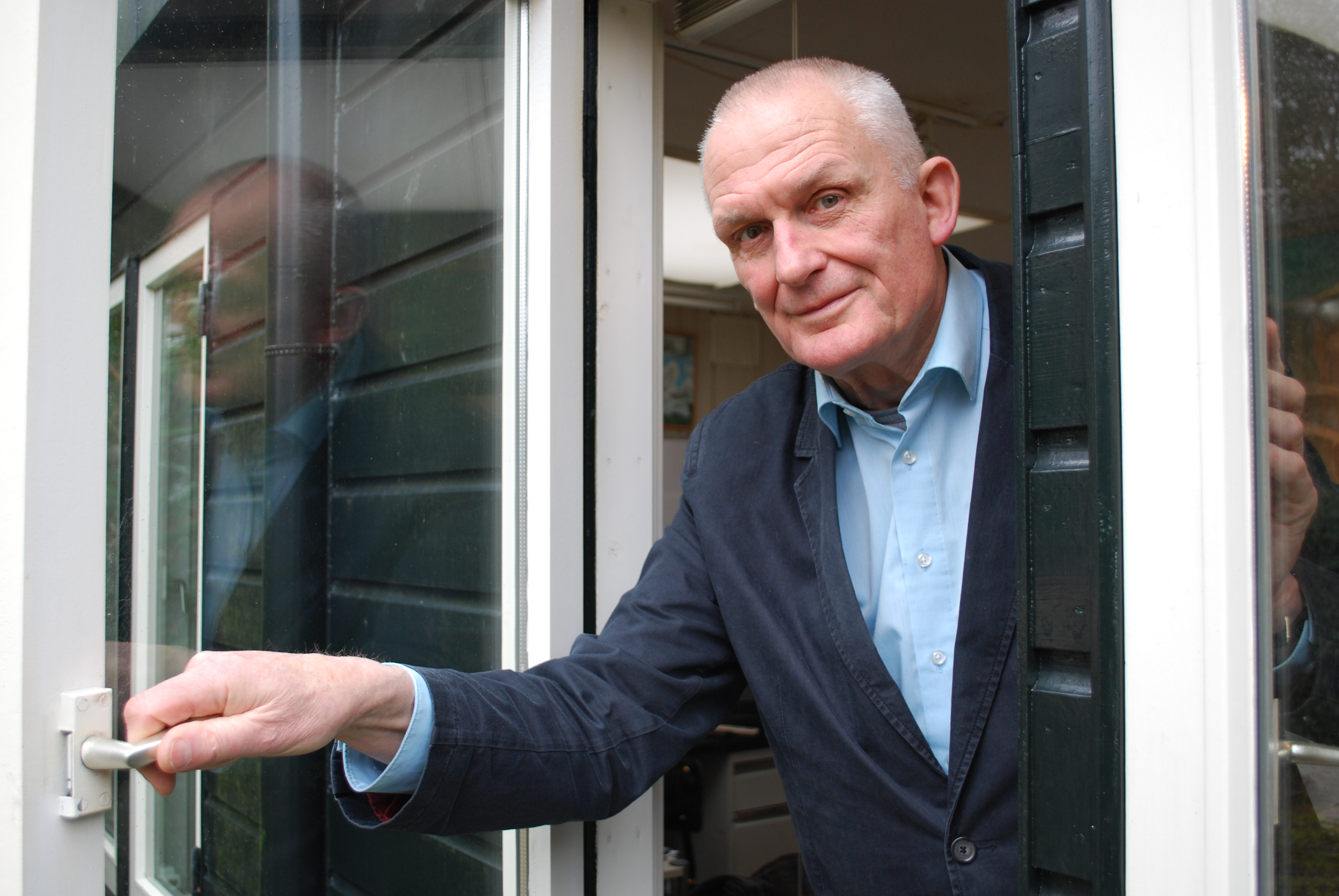
Wim de Bie, 2010

Nach dem Ende von Keek op de Week drehten Van Kooten en De Bie verschiedene satirische Sendungen für den Sender VPRO. Die letzte Fernsehsendung von Van Kooten en De Bie wurde am 22. März 1998 ausgestrahlt. In derselben Sendung gaben Van Kooten en De Bie bekannt, dass sie nach 35 Jahren als Duo aufhören würden. Van Kooten habe die Motivation nicht mehr. Van Kooten arbeitete seitdem als Schriftsteller und De Bie drehte weiterhin satirische Programme. Beide blieben gute Freunde.
Am 27. März 2023 starb Wim de Bie im Alter von 83 Jahren an den Folgen der Parkinson-Krankheit. Van Kooten reagierte mit der Aussage, er habe „einen Bruder verloren“.

## Vermächtnis
Van Kooten en De Bie waren die Grundlage des satirischen Fernsehens in den Niederlanden. Für viele niederländische Satiriker, etwa die Macher der Fernsehsendungen Kopspijkers, Koefnoen und Even tot Hier, gilt das Duo als Vorbild. Van Kooten en De Bie wurden auch für ihre Gesellschaftskritik und ihre Sicht auf die niederländische Gesellschaft gelobt.

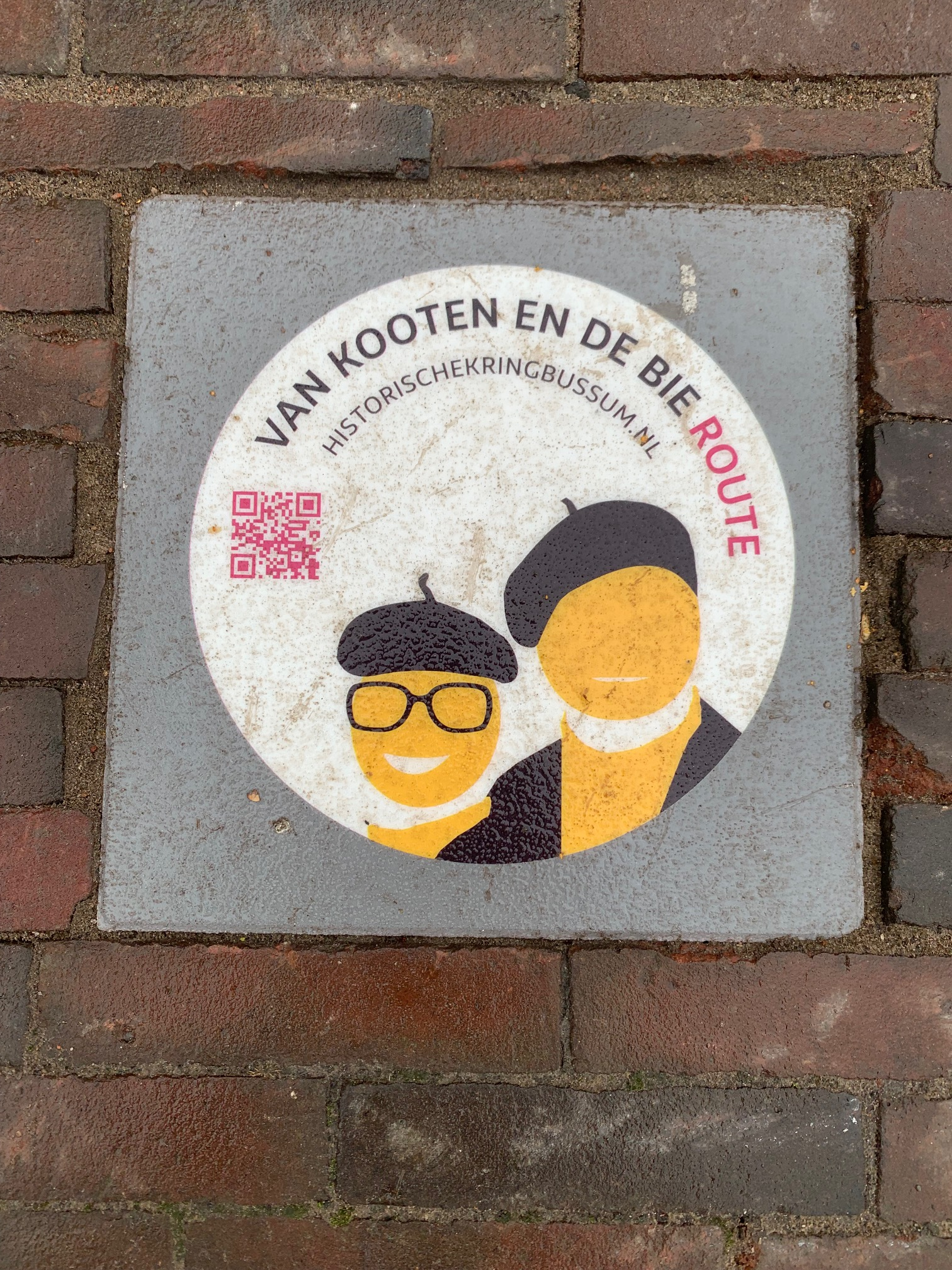
Informative Gehwegplatte bei der Van Kooten en De Bie Route (2024).

Van Kooten en De Bie haben die niederländische Sprache ferner um eigene Wörter und Konzepte erweitert. Wörter und andere Ausdrucksweisen wurden in Wörterbücher aufgenommen und werden immer noch auf Niederländisch verwendet. Beispiele sind doemdenken (vom Schlimmsten ausgehen, Spökenkiekerei), positivo (übertrieben positiv denkender Mensch), regelneef (Typ, der Dinge regelt) oder die Anrede dames heren ook (Damen, Herren auch noch) sowie der Kraftausdruck jemig de pemig.
Im Jahr 2007 fand im Niederländischen Institut für Bild und Ton eine Ausstellung über Van Kooten en De Bie statt. In der VPRO-Dokumentation Van Kooten en De Bie sloegen weer toe blickten die beiden auf ihr Schaffen zurück.
Im September 2024 wurde in Bussum und Naarden eine Wanderroute eingerichtet. Zuvor wurden an verschiedenen Orten entlang dieser Route Aufnahmen mit Charakteren gemacht, die in der fiktiven Gemeinde Juinen im Programm Keek op de Week abgebildet waren. Im selben Jahr fand im Niederländisches Institut für Bild und Ton eine Ausstellung über Het Simplisties Verbond statt, der vor fünfzig Jahren gegründet wurde.

## Bekannte Charaktere aus Van Kooten en De Bie
Eine Übersicht bekannter Charaktere aus Van Kooten en De Bie:

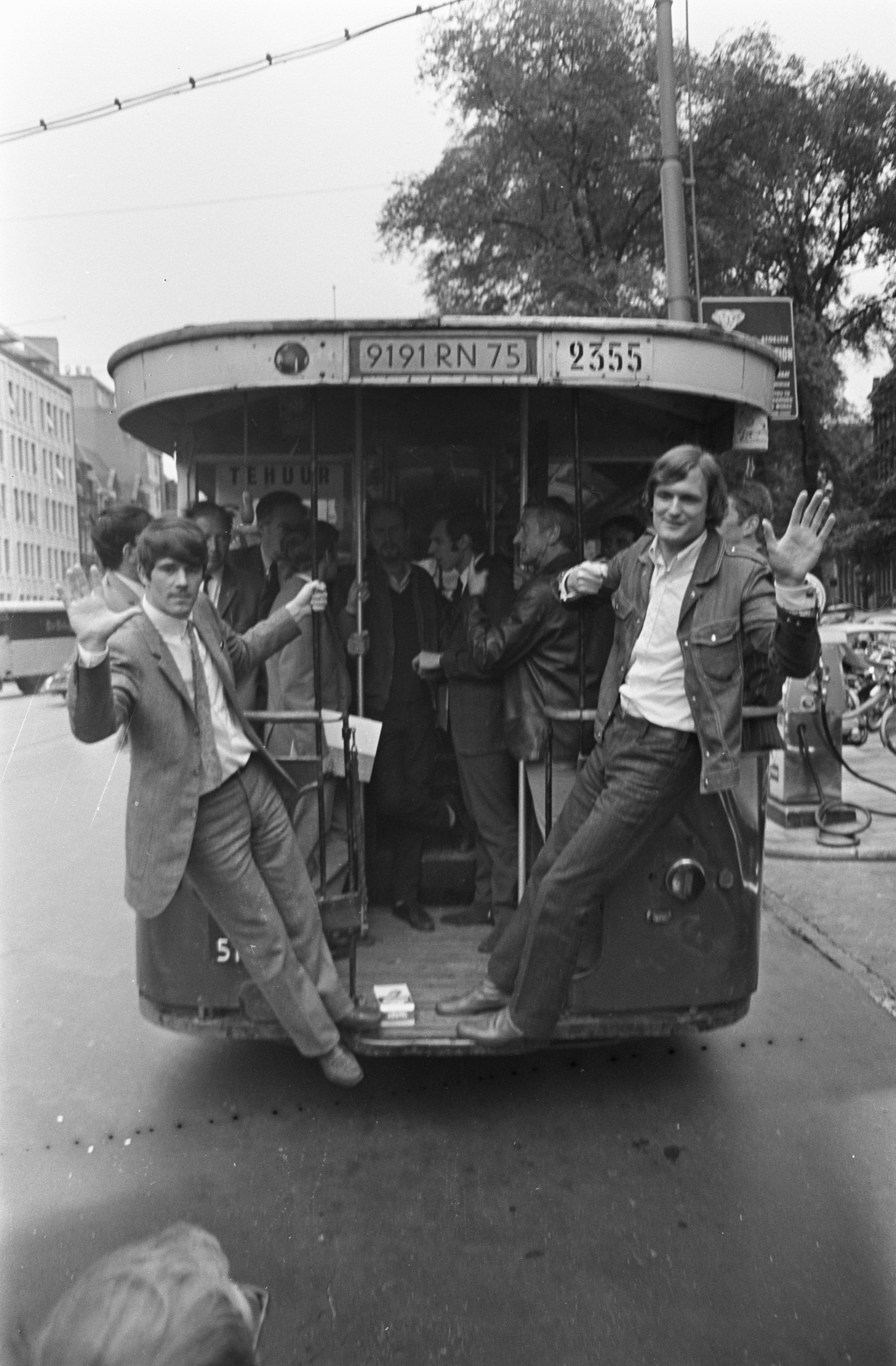
Die Klisjeemannetjes, die Klischee-Männchen, bei der Vorstellung einer LP 1968

- Die Klisjeemannetjes (Beide Herren): zwei Männer mit Haager Akzent, die sich beim Billard mit klischeehafter Sprache unterhalten.
- F. Jacobse (Van Kooten) und Tedje van Es (De Bie): zwei „freie Jungs“ aus Den Haag, die hauptsächlich in Schwarzarbeit und Kleinkriminalität verwickelt sind. Später stiegen sie mit ihrer gegründeten 'Die Gegenpartei' in die Politik ein, einer Partei für alle Niederländer, die „die Niederlande nicht länger ertragen können“.
- Familie Van der Laak: kritisches AVRO-Mitglied Cor van der Laak (Van Kooten), ein aufdringlicher und aufbrausender Bürger, und seine Frau Cock. Das Paar hat einen gemeinsamen Sohn, Ab (De Bie), der auch Tic-Tac-Toe-Weltmeister ist.
- Der schmutzige Mann (Van Kooten): Ein perverser Landstreicher, der sexuelle Anspielungen liebt.
- Koos Koets (Van Kooten) und Robbie Kerkhof (De Bie): die „älteren jungen Leute“, die die Stiftung Morekop gegründet haben. Der Name komme daher, dass die Älteren mehr im Kopf (more in de kop) hätten als die Jüngeren, ist aber auch eine Anspielung auf den Schokokuss.
- Die Positivoos (Beide Herren): zwei religiöse Sänger mit politisch inkorrekten Liedern, die vor allem kommerziellen Erfolg anstreben.
- Mehmet Pamuk (Van Kooten): ein integrierender türkischer Gastarbeiter, der archaisches Niederländisch spricht. Allerdings hat sein Gemüsehändler Henk Blok (De Bie) unter anderem einen Türkischkurs belegt, um seine Kunden besser bedienen zu können.
- Bürgermeister Hans van der Vaart (De Bie) der fiktiven Gemeinde Juinen und sein Stadtrat Tjolk Hekking (Van Kooten).
- Prof.dr.ir. P. Akkermans (Van Kooten): ein Mann, der behauptet, dass sein Name für fast jede wichtige freie Stelle im Umlauf sei. Sein ständiger Ruf ist: „Ich wurde gerufen!“.
- Die Schwestern Jet (De Bie) und Koosje (Van Kooten) Veenendaal: zwei alberne Damen, die sich über alles Mögliche streiten, wobei Koosje oft recht hat, das aber von ihrer Schwester nie bekommt.

Ortsschild der fiktiven Gemeinde Juinen.

- Mutter und Sohn Carla (Van Kooten) und Frank (De Bie) van Putten: Der frustrierte Nesthüter Frank wird ständig von seiner Mutter bevormundet, während er in verlorenen Momenten in sexuellen Fantasien versunken ist. Franks berühmteste Zitate sind: ''Ich möchte ein nettes, schönes, blondes Mädchen, aber ich habe kein nettes, schönes, blondes Mädchen. Ich habe nur meine Mutter. Dafür wurde ich behandelt!''.
- Otto den Besten (De Bie): ein ehemaliger Deutschlehrer, der auf der Straße allerlei Tiraden macht und ausnahmslos deutsche Schriftsteller wie Goethe zitiert.
- Prof. Dr. EI. Kipping (Van Kooten): Niederländischer Gelehrter, der auf sehr komplizierte Weise versucht, Sprachfehler und Regeln zu klären.
- Diana Charité (Van Kooten): eine stark geschminkte, ältere Dame mit rauchiger Stimme und einer starken Meinung.

## Radio- und Fernsehprogramme

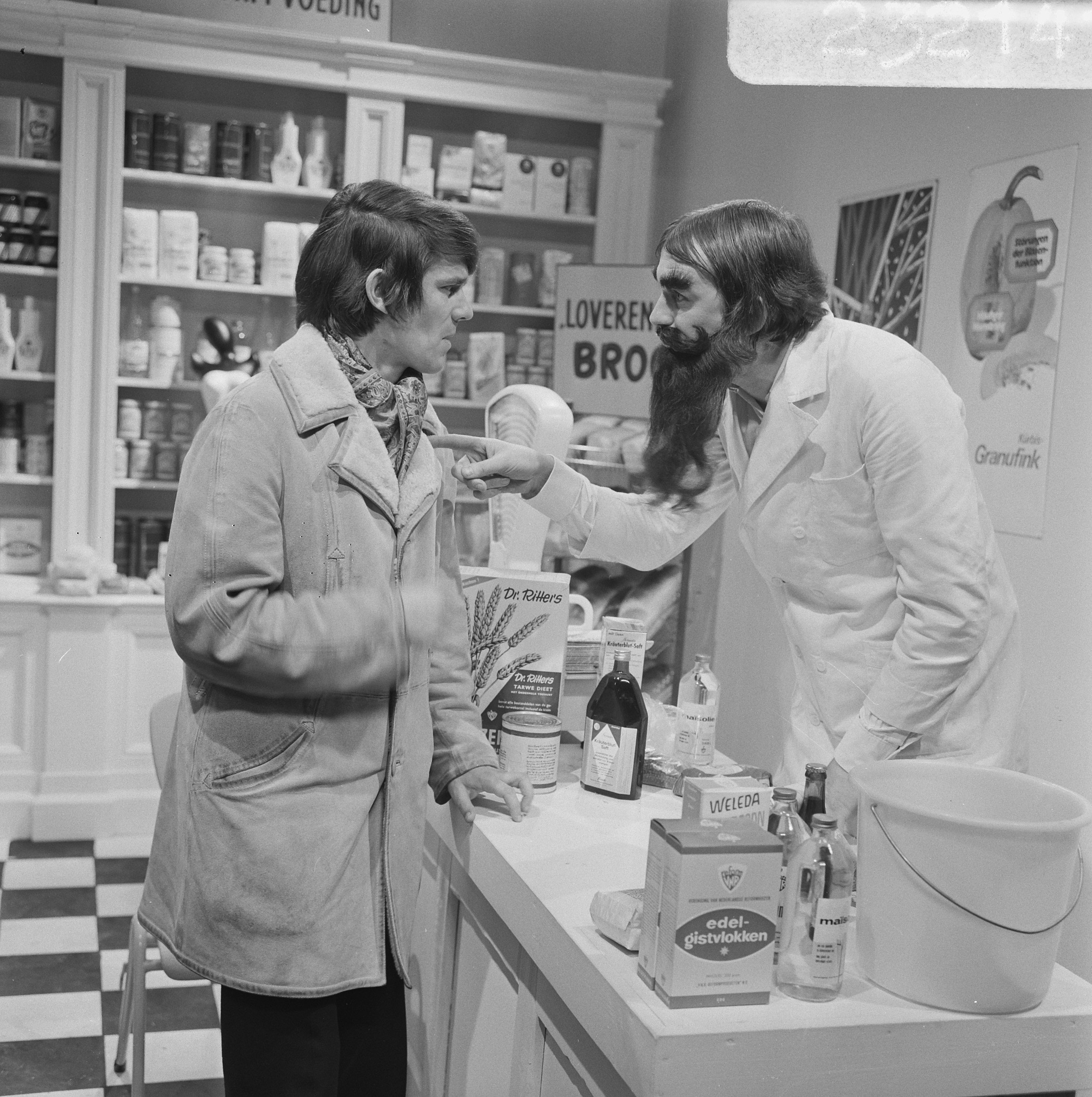
Van Kooten en De Bie in der Fernsehsendung Hadimassa (1970).

Nachfolgend steht eine Übersicht über Radio- und Fernsehprogramme von Van Kooten en De Bie. Viele Fernsehsendungen der frühen Jahre sind in den Niederlanden verloren gegangen, weil die Sender die Archivierung auf Magnetband zu teuer fanden.
| Programm                       | Zeitraum    | Medium    | Sender |
| ------------------------------ | ----------- | --------- | ------ |
| Alleen op zondag               | 1963 – 1964 | Radio     | VARA   |
| Uitlaat                        | 1964 – 1967 | Radio     | VARA   |
| Fenklup                        | 1966 – 1968 | Fernsehen | VARA   |
| Hadimassa                      | 1969 – 1972 | Fernsehen | VARA   |
| Cursus Esperanto               | 1972        | Fernsehen | Teleac |
| Het Gat van Nederland          | 1972 – 1974 | Fernsehen | VPRO   |
| Het Simplisties Verbond        | 1974 – 1979 | Fernsehen | VPRO   |
| Op hun pik getrapt             | 1979 – 1980 | Fernsehen | VPRO   |
| Koot & Bie                     | 1980 – 1981 | Fernsehen | VPRO   |
| Van Kooten & De Bie            | 1981 – 1982 | Fernsehen | VPRO   |
| Juinen                         | 1982 – 1983 | Fernsehen | VPRO   |
| Kreateam                       | 1983 – 1984 | Fernsehen | VPRO   |
| Van Kooten & De Bie            | 1984 – 1988 | Fernsehen | VPRO   |
| Keek op de Week                | 1988 – 1993 | Fernsehen | VPRO   |
| Krasse Knarren                 | 1993 – 1994 | Fernsehen | VPRO   |
| In bed met Van Kooten & De Bie | 1994 – 1995 | Fernsehen | VPRO   |
| Deksel van de Desk             | 1995 – 1996 | Fernsehen | VPRO   |
| Van Kooten & De Bie            | 1996 – 1998 | Fernsehen | VPRO   |

## Bibliographie

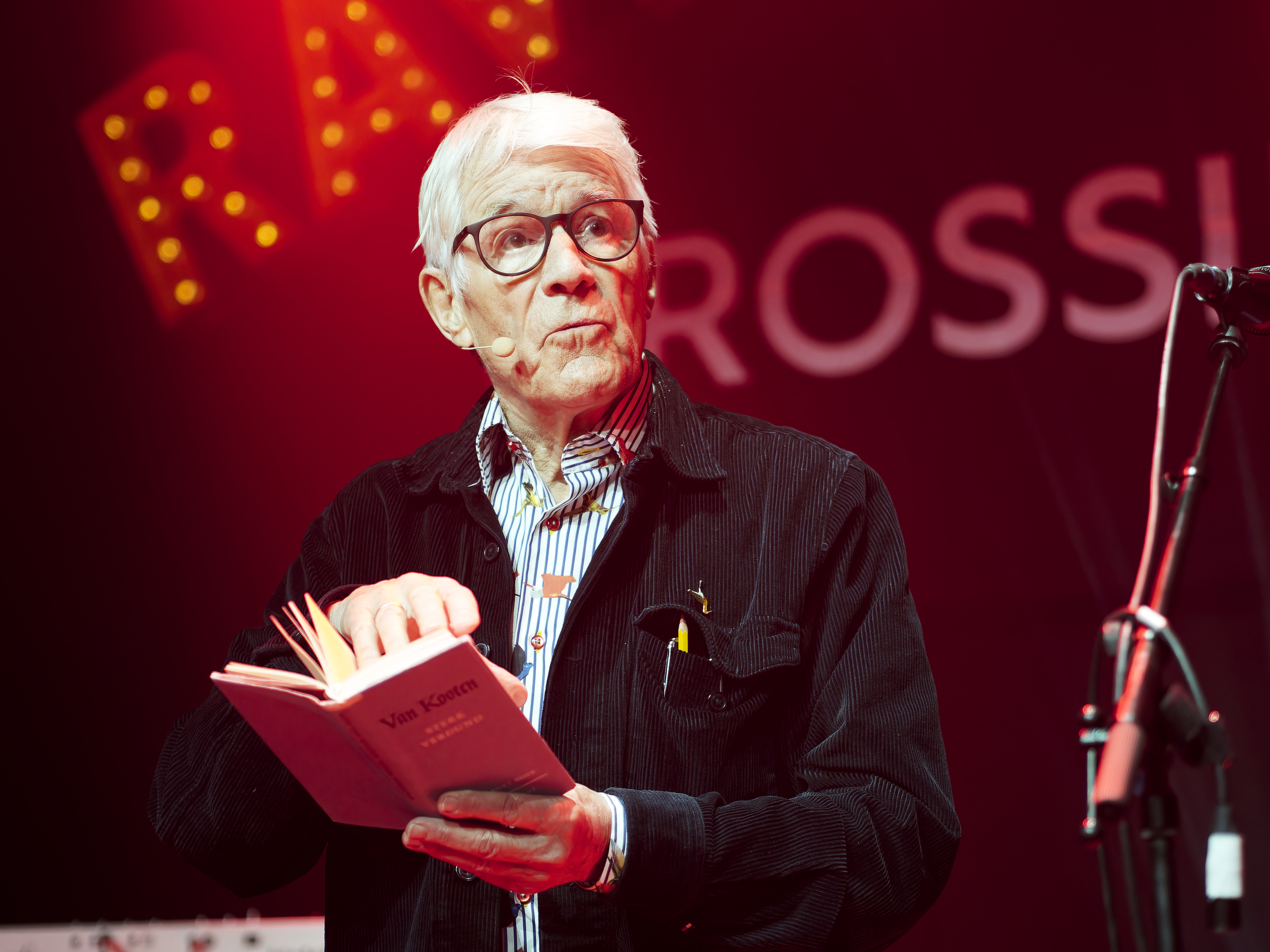
Kees van Kooten bei einem Auftritt 2022

Übersicht aller von Van Kooten en De Bie veröffentlichten Bücher:
| Buch                                                             | Erscheinungsjahr  |
| ---------------------------------------------------------------- | ----------------- |
| Lachen is gezond!                                                | 1970              |
| Bescheurkalender                                                 | Von 1973 bis 1986 |
| Van Klisjeemannetjes tot directeuren van het Simplisties Verbond | 1977              |
| Het Groot Bescheurboek                                           | 1986              |
| Ons kent ons                                                     | 1993              |

## Diskografie

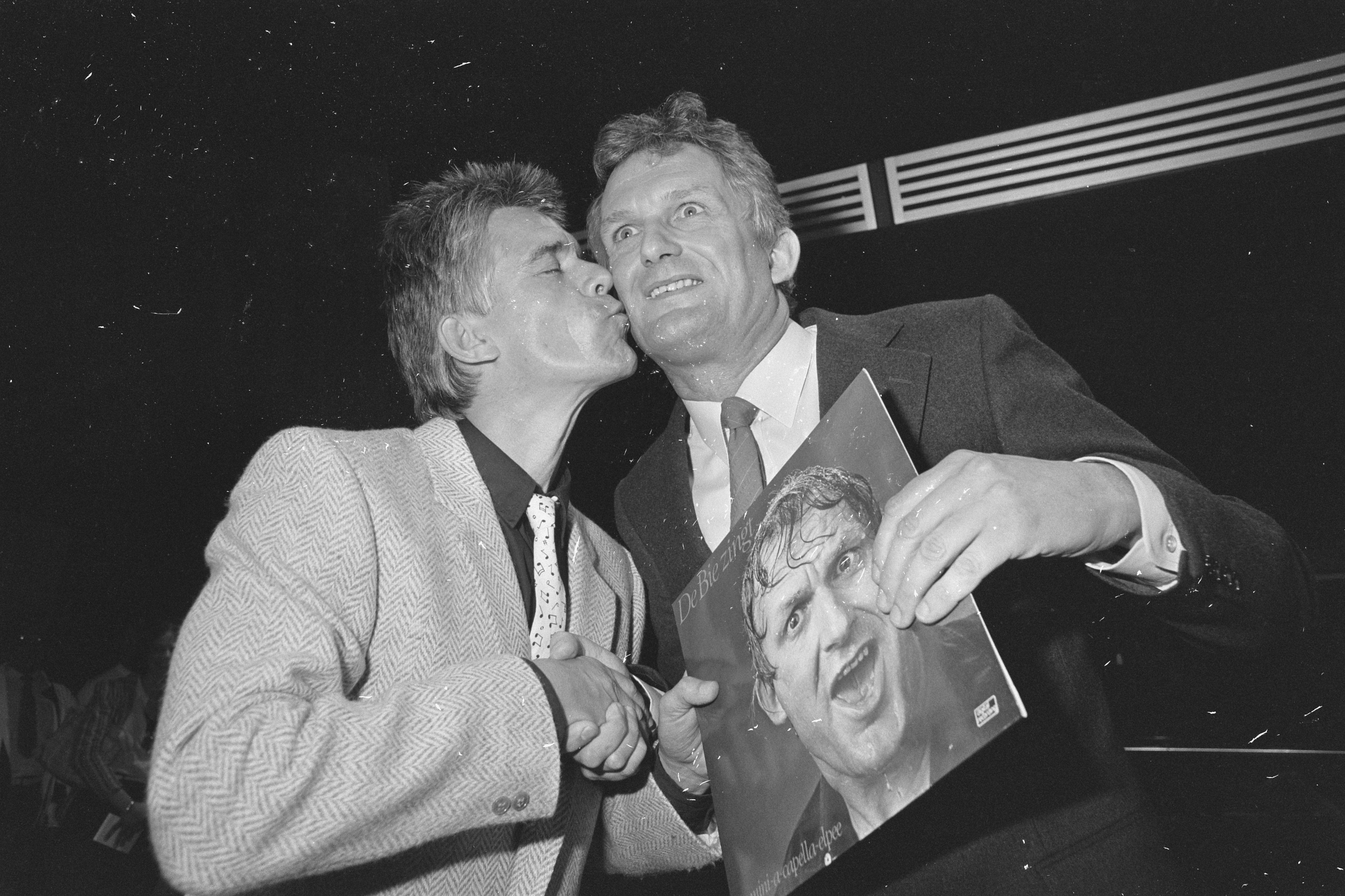
Van Kooten en De Bie veröffentlichen neue LP (1984).

Dies sind alle Singles und Alben von Van Kooten en De Bie:

### Singles
| Singles                                                        | Singles          |
| Titel                                                          | Erscheinungsjahr |
| -------------------------------------------------------------- | ---------------- |
| A-Seite: Wat is mijn bal nou?/B-Seite: Lekker legbad           | 1966             |
| Twee glazen zekerheid                                          | 1967             |
| A-Seite: Lonely street/B-Seite: Voorbij                        | 1969             |
| Sire, o sire                                                   | 1969             |
| A-Seite: Dat is de blues/B-Seite: Kom bij me terug             | 1969             |
| Kodak, conference van Kees van Kooten en Wim de Bie            | 1971             |
| A-Seite: Zoek jezelf/B-Seite: Oh lord und I'll catch your cold | 1975             |
| A-Seite: Stoont als een garnaal/B-Seite: Verbondshymne         | 1975             |
| A-Seite: Rozen, rumbonen en rode wijn/B-Seite: The lesson      | 1976             |
| A-Seite: De nee-reggae/B-Seite: I wanna fuck you               | 1976             |
| Gouden doden: de nagelaten tapes van Jacobse en Van Es         | 1981             |
| A-Seite: Balle in me buik/B-Seite: Ouwe lullen moeten weg      | 1984             |

### Musikalben
| Musikalben                                           | Musikalben       |
| Titel                                                | Erscheinungsjahr |
| ---------------------------------------------------- | ---------------- |
| De Clicheemannetjes; tien gesprekken aan het biljart | 1967             |
| De wereld van de Klisjeemannetjes                    | 1968             |
| Hadimassa zingt voor jou                             | 1970             |
| De eerste langspeelplaat van het Simplisties Verbond | 1975             |
| De tweede langspeelplaat van het Simplisties Verbond | 1976             |
| Hengstenbal                                          | 1977             |
| Op hun pik getrapt                                   | 1980             |
| Mooie meneren                                        | 1982             |
| Draaikonten                                          | 1984             |
| Van Kooten & De Bie willen niet dood                 | 1987             |
| Het lachste van Van Kooten & De Bie                  | 1988             |

## Preise

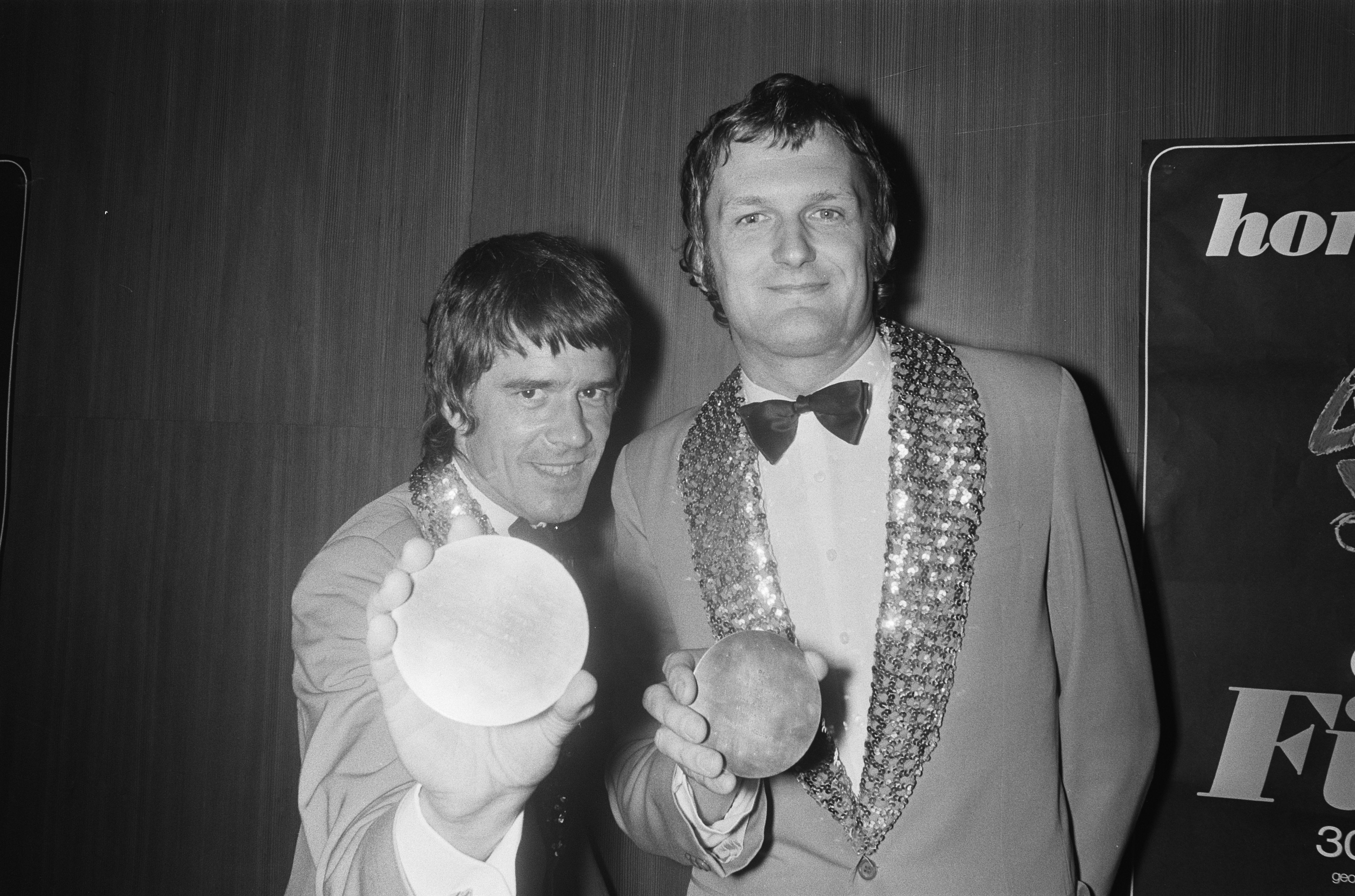
Van Kooten en De Bie mit dem Fernsehpreis Zilveren Nipkowschijf (1974).

Übersicht über die Anzahl der gewonnenen Preise:
| Preis                          | Jahr |
| ------------------------------ | ---- |
| Zilveren Nipkowschijf          | 1974 |
| Zilveren Nipkowschijf          | 1977 |
| Edison                         | 1977 |
| Edison                         | 1978 |
| Ere-Zilveren Nipkowschijf      | 1985 |
| Edison                         | 1985 |
| De Gouden Beeld Carrière Award | 1998 |
| Edison                         | 2006 |

## Sonstiges

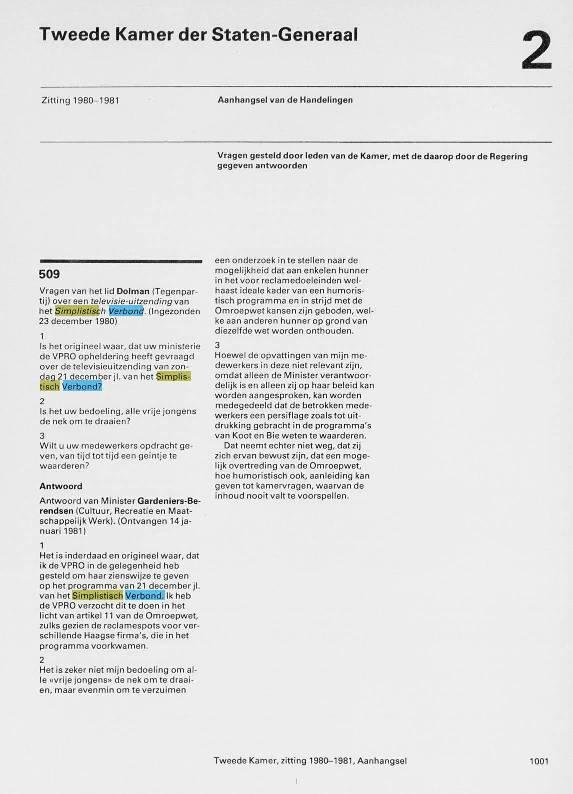
Parlamentarische Fragen zu den Sendungen von Van Kooten en De Bie, in denen ihre fiktive Partei vorgestellt wurde. (1981).

Der niederländische König Willem-Alexander ist ein Fan von Van Kooten en De Bie. Während seines Besuchs in Zwolle am Königstag 2016 zitierte er in seiner Abschlussrede ein Zitat von Van Kooten en De Bie: 'Zwolle zonder dolle, is een einde stad' (Zwolle ohne Verrücktheit ist das Ende der Stadt). Im Interview anlässlich seines 50. Geburtstags sagte der König, dass er früher wegen seinesAkzents aus Baarn gemobbt worden sei. Um den Haager Akzent zu lernen, schaute er sich Van Kooten en De Bie im Fernsehen an.
In einem Sketch aus dem Jahr 1973 spielte Wim de Bie einen Mann, der von einem Meinungsforscher (Van Kooten) gefragt wird, wann er bereit sei zu sterben. Nach langen Verhandlungen kamen sie schließlich auf das Jahr 2023, das auch das tatsächliche Todesjahr von Wim de Bie wurde.
Zu den bekanntesten Produkten des Duos gehört De Tegenpartij (1981), eine Parodie auf eine populistische Partei für Egoisten, die samen voor ons eigen (Gemeinsam für das Eigene) kämpfen. Van Kooten und De Bie haben die Partei in mehreren Sketchen und auch in Schunkelliedern vorgestellt und sie für weitere Auftritte verwendet.
Ein Doktorand hat den Wahlspruch samen voor ons eigen für seine Dissertation wiederverwendet (Diederick Klein Kranenburg, Diss. Leiden 2013). Bereits 1981 berief der PvdA-Abgeordnete Dick Dolman sich auf die Gegenpartei, als er die Ministerin für Kultur, Freizeit und Sozialarbeit parlamentarische Fragen stellte. Es ging um die Verhinderung einer Reihe von Werbespots von „Den Haager Unternehmen“, die im Widerspruch zum Rundfunkgesetz stehen könnten. Dolman fragte Ministerin Gardeniers-Berendsen, ob sie „allen freien Jungs den Hals umdrehen“ wolle.

## Referenzen
1. ↑  Simpelsite - Van Kooten & De Bie homepage. Abgerufen am 17. Oktober 2024.
2. ↑  De onvergetelijke typetjes van Kees van Kooten en Wim de Bie: ‘Ik heb geen lekkere vriendin, daar ben ik voor behandeld’. 27. März 2023, abgerufen am 17. Oktober 2024.
3. ↑  Simpelsite - Van Kooten & De Bie homepage. Abgerufen am 17. Oktober 2024.
4. ↑  Simpelsite - Van Kooten & De Bie homepage. Abgerufen am 17. Oktober 2024.
5. ↑  Villamedia: 50 jaar Simplisties Verbond. 2. Juli 2024, abgerufen am 17. Oktober 2024 (niederländisch).
6. ↑  Jaren – Nipkowschijf. Abgerufen am 17. Oktober 2024.
7. ↑  Keek op de Week. Abgerufen am 17. Oktober 2024 (niederländisch).
8. ↑  Movieking149: Keek op de Week  - 111 - 2van8 - Guck auf der Woch. 11. März 2007, abgerufen am 17. Oktober 2024.
9. ↑  Van Kooten en de Bie sloegen weer toe. Abgerufen am 17. Oktober 2024 (niederländisch).
10. ↑  Van Kooten en De Bie gaan niet meer samenwerken. Abgerufen am 18. Oktober 2024.
11. ↑  Televisiemaker Wim de Bie (83) overleden. 27. März 2023, abgerufen am 17. Oktober 2024 (niederländisch).
12. ↑  Kees van Kooten reageert op overlijden Wim de Bie: 'Heb een broer verloren'. 9. April 2023, abgerufen am 17. Oktober 2024 (niederländisch).
13. ↑  Over Wim de Bie - Bar Laat - BNNVARA. Abgerufen am 17. Oktober 2024 (niederländisch).
14. ↑  Van Kooten en de Bie. En wel hieromdeel 5: Van der Laan & Woe - De Wereld Draait Door - BNNVARA. Abgerufen am 17. Oktober 2024 (niederländisch).
15. ↑  VRT NWS: "Zo stoned als een garnaal": hoe Koot&Bie de Nederlandse taal veranderden. 28. März 2023, abgerufen am 17. Oktober 2024 (niederländisch).
16. ↑  De bijdragen van Van Kooten en De Bie aan de Nederlandse taal. Abgerufen am 17. Oktober 2024 (niederländisch).
17. ↑  Van Kooten en De Bie route. Abgerufen am 17. Oktober 2024.
18. ↑  Beeld & Geluid en VPRO vieren vijftig jaar Simplisties Verbond. Abgerufen am 17. Oktober 2024.
19. ↑  Koning: Zwolle zonder dollen is een einde stad. 27. April 2016, abgerufen am 17. Oktober 2024 (niederländisch).
20. ↑  Koning Willem-Alexander in gesprek met Wilfried de Jong. 26. April 2017, abgerufen am 17. Oktober 2024 (niederländisch).
21. ↑  Stan op de Weegh: Wim de Bie tekende in oude sketch uit 1973 al voor sterfjaar 2023. 28. März 2023, abgerufen am 18. Oktober 2024 (niederländisch).
22. ↑  Informatie over 0000158929 | Overheid.nl > Officiële bekendmakingen. Abgerufen am 18. Oktober 2024.